# Foresta di Weza
La foresta di Weza conosciuta anche come foresta di Weza-Ngele e situata vicino alla città di Harding, nella provincia di KwaZulu-Natal, in Sudafrica. Essa è un'estesa foresta umida che è stata a lungo sfruttata per il legname. Questa foresta è stata molto frammentata e ridotta nel corso degli ultimi decenni.
Questa foresta rappresenta un importante areale per il minacciato pappagallo collobruno (Poicephalus robustus robustus).
Alcune specie di camaleonti nani tra le quali anche il camaleonte nano dalla testa nera (Bradypodion melanocephalum).